# Sakalava

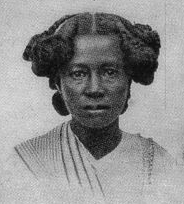
Sakalava-Frau, um 1910

Die Sakalava sind eine auf Madagaskar ansässige Volksgruppe (Foko). Die Sakalava machen heute ca. 6 % der madagassischen Bevölkerung aus, besiedeln jedoch an der Westküste ein Viertel der Fläche der Insel.

## Kultur
Der Name Sakalava bedeutet wohl „die aus dem langen Tal“. Nach eigenem Verständnis sind sie vor allem Viehzüchter. Es wird ein Ahnenkult in Form der zeremoniellen Kommunikation mit den Verstorbenen in Trance (tromba) und des Festes der Waschung der Reliquien (fitampoha) praktiziert. Beim Besessenheitsritual zur Verehrung der königlichen Ahnen steht die große Bechertrommel bekiviro im Mittelpunkt.

## Geschichte

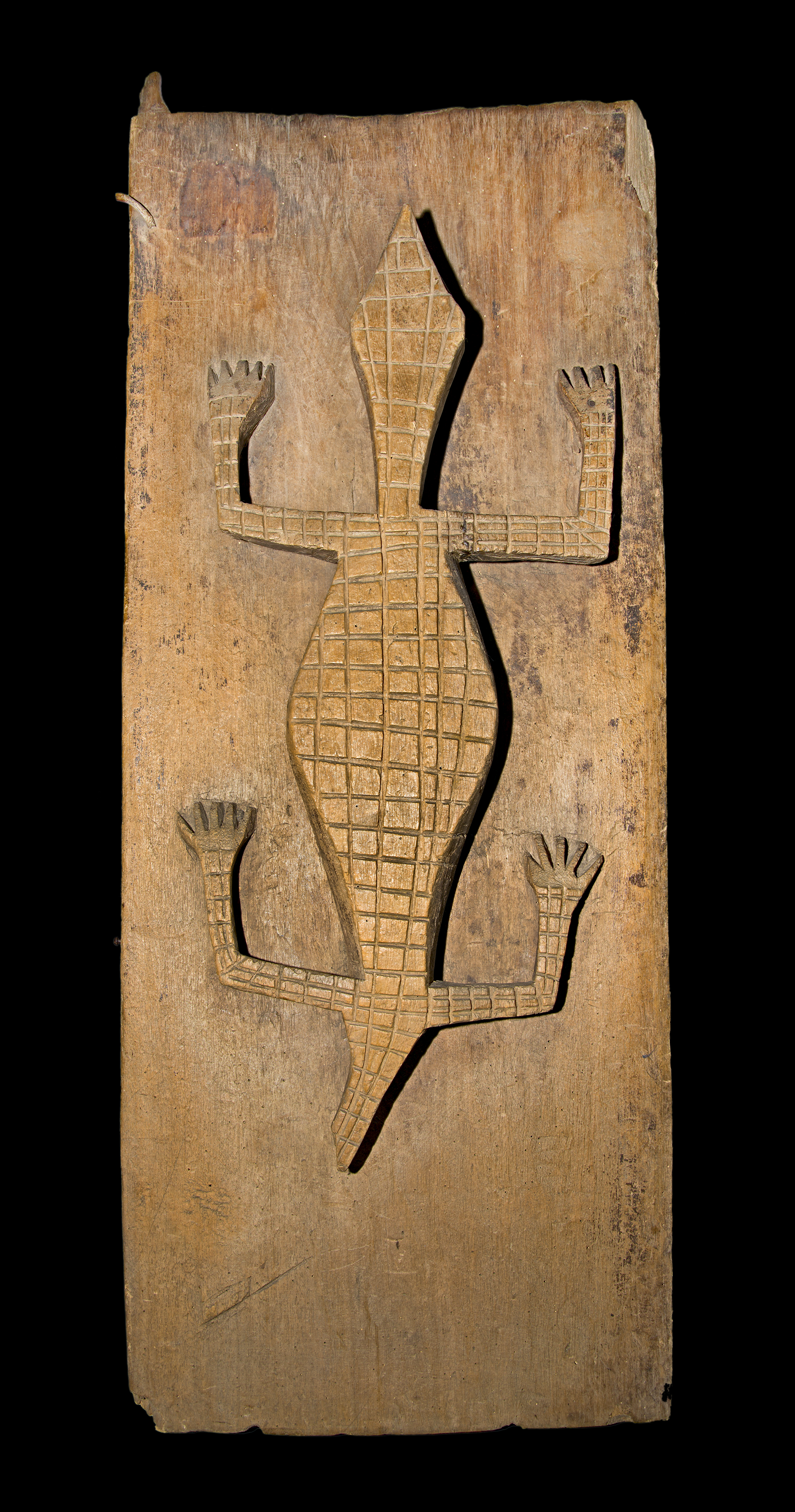
Tür von 1900

Die Sakalava hatten bis in das 19. Jahrhundert zwei eigene große Königreiche, das von Menabe am südlichen Abschnitt der Westküste mit der Hauptstadt Morondava und das von Boina im Norden mit der Hauptstadt Boeny (auch als Antsoheribory bezeichnet). Später wurde die Hafenstadt Mahajanga, zentraler Umschlagplatz für den Sklavenhandel, zur Hauptstadt und Boeny als Hauptstadt wurde aufgegeben. Der Königssitz wurde in die Nähe von Mahajanga nach Marovoay („da wo es viele Krokodile gibt“) verlegt. Die Sakalava standen lange Zeit im Krieg mit den Merina, ordneten sich schließlich aber dem Machtstreben des Königs Andrianampoinimerina unter.